# Moeldava
Moeldava of Muldava (Bulgaars: Мулдава) is een dorp in Bulgarije. Het dorp is gelegen in de gemeente Asenovgrad, oblast Plovdiv. Het dorp ligt hemelsbreed ongeveer 23 km ten zuidoosten van Plovdiv en 154 km ten zuidoosten van de hoofdstad Sofia.

## Bevolking
De eerste officiële volkstelling van 1934 registreerde 1.074 inwoners in het dorp Moeldava. Dit aantal groeide, op enkele onderbrekingen na, naar een maximum van 1.366 personen in 1985. In de periode 1985-1989 vertrokken veel inwoners naar Turkije, als gevolg van de bulgariseringscampagnes van het communistisch regime, waarbij het Bulgaarse Turken verboden werd om hun moedertaal te spreken en hun religie vrij uit te oefenen. Hierdoor daalde de bevolking van het dorp met ongeveer honderd personen. In de 21e eeuw is de bevolking echter weer langzaam aan het toenemen. Op 31 december 2019 telde het dorp Moeldava 1.363 inwoners.
| Bevolkingsontwikkeling tussen 1934 en 2019          |
| --------------------------------------------------- |
|                                                     |
| Bron: Nationaal Statistisch Instituut van Bulgarije |

In het dorp wonen voornamelijk etnische Turken. In de optionele volkstelling van 2011 identificeerden 1.112 van de 1.297 respondenten zichzelf als etnische Turken, oftewel 85,7%. Het overige deel van de bevolking bestaat vooral uit etnische Bulgaren. 
| Etnische samenstelling van de respondenten (2011) | Etnische samenstelling van de respondenten (2011) | Etnische samenstelling van de respondenten (2011) | Etnische samenstelling van de respondenten (2011) | Etnische samenstelling van de respondenten (2011) |
| ------------------------------------------------- | ------------------------------------------------- | ------------------------------------------------- | ------------------------------------------------- | ------------------------------------------------- |
|                                                   |                                                   |                                                   |                                                   |                                                   |
| Bulgaren                                          | Bulgaren                                          |                                                   | 14,1%                                             | 14,1%                                             |
| Turken                                            | Turken                                            |                                                   | 85,7%                                             | 85,7%                                             |
| Roma                                              | Roma                                              |                                                   | 0,0%                                              | 0,0%                                              |
| Anders/Onbekend                                   | Anders/Onbekend                                   |                                                   | 0,2%                                              | 0,2%                                              |

Asenovgrad · Batsjkovo · Bor · Bojantsi · Gornoslav · Dobrostan · Dolnoslav · Izbeglii · Izvorovo · Konoesj · Kosovo · Kozanovo · Lenovo · Ljaskovo · Mostovo · Moeldava · Naretsjenski Bani · Novakovo · Novi Izvor · Oresjets · Patriarch Evtimovo · Sini Vrach · Stoevo · Topolovo · Tri Mogoli · Oezoenovo · Tsjerven · Vrata · Zjalt Kamak · Zlatovrach